# Dypsis lanceolata
Dypsis lanceolata  (лат.) — вид цветковых растений из рода Дипсис (Dypsis) семейства Пальмовые (Arecaceae). Эндемик Коморских островов. Вид встречается только на островах Нгазиджа и Мвали.